# 263613 Enol
263613 Enol este un asteroid din centura principală de asteroizi.

## Descriere
263613 Enol este un asteroid din centura principală de asteroizi. A fost descoperit pe 3 aprilie 2008 la La Cañada de Juan Lacruz. Asteroidul prezintă o orbită caracterizată de o semiaxă mare de 2,23 ua, o excentricitate de 0,09 și o înclinație de 3,1° în raport cu ecliptica.